# Казахстанський сільський округ (Железинський район)
Казахста́нський сільський округ (каз. Қазақстан ауылдық округі, рос. Казахстанский сельский округ) — адміністративна одиниця у складі Железинського району Павлодарської області Казахстану. Адміністративний центр — село Жана-Жулдиз.
Населення — 1128 осіб (2021; 1329 у 2009, 1748 у 1999, 2412 у 1989).
Станом на 1989 рік існувала Казахстанська сільська рада (села Єкішек, Єскара, Новокузьминськ).

## Склад
До складу округу входять такі населені пункти:
| Населений пункт   | Старі назви   | Населення, осіб (1989) | Населення, осіб (1999) | Населення, осіб (2009) | Населення, осіб (2021) |
| ----------------- | ------------- | ---------------------- | ---------------------- | ---------------------- | ---------------------- |
| Єкішек, село      | -             | 283                    | 251                    | 167                    | 126                    |
| Єскара, село      | -             | 391                    | 314                    | 241                    | 203                    |
| Жана-Жулдиз, село | Новокузьминка | 1738                   | 1183                   | 921                    | 799                    |